# Uber Cup 2010
Die 23. Auflage des Uber Cups, der Weltmeisterschaft für Damenmannschaften im Badminton, fand gemeinsam mit dem Thomas Cup 2010 vom 9. bis 16. Mai 2010 in Kuala Lumpur statt. Sieger wurde das Team aus Südkorea, welches gegen China mit 3:1 gewann.

## Qualifikation
| Konföderation    | Qualifiziert                     |
| ---------------- | -------------------------------- |
| Asien            | Japan Südkorea Indonesien Indien |
| Afrika           | Südafrika                        |
| Europa           | Dänemark Deutschland Russland    |
| Ozeanien         | Australien                       |
| Amerika          | Vereinigte Staaten               |
| Titelverteidiger | Volksrepublik China              |
| Gastgeber        | Malaysia                         |

## Aufstellungen
| Australien - Leanne Choo - Erica Pong - Renuga Veeran - Huang Chia-chi - Tang Hetian - Kate Wilson-Smith - Eugenia Tanaka China - Wang Yihan - Wang Xin - Wang Shixian - Jiang Yanjiao - Ma Jin - Wang Xiaoli - Du Jing - Yu Yang - Pan Pan - Tian Qing Dänemark - Camilla Sørensen - Karina Jørgensen - Mette Poulsen - Lena Frier Kristiansen - Marie Røpke - Line Damkjær Kruse - Kamilla Rytter Juhl - Christinna Pedersen - Mie Schjøtt-Kristensen | Deutschland - Juliane Schenk - Karin Schnaase - Carola Bott - Fabienne Deprez - Lisa Heidenreich - Birgit Overzier - Sandra Marinello - Johanna Goliszewski - Carla Nelte Indien - Saina Nehwal - Aditi Mutatkar - Sayali Gokhale - Trupti Murgunde - P. V. Sindhu - P. C. Thulasi - Jwala Gutta - Ashwini Ponnappa - Shruti Kurien - Aparna Balan Indonesien - Maria Febe Kusumastuti - Adriyanti Firdasari - Maria Kristin Yulianti - Lindaweni Fanetri - Greysia Polii - Nitya Krishinda Maheswari - Shendy Puspa Irawati - Meiliana Jauhari - Liliyana Natsir - Anneke Feinya Agustin | Japan - Eriko Hirose - Ai Goto - Sayaka Sato - Yu Hirayama - Mizuki Fujii - Reika Kakiiwa - Mami Naito - Shizuka Matsuo - Miyuki Maeda - Satoko Suetsuna Malaysia - Wong Mew Choo - Sannatasah Saniru - Sonia Cheah Su Ya - Tee Jing Yi - Chin Eei Hui - Wong Pei Tty - Woon Khe Wei - Vivian Hoo Kah Mun - Goh Liu Ying - Ng Hui Lin Russland - Ella Diehl - Tatjana Bibik - Anastasia Prokopenko - Olga Golovanova - Ksenia Polikarpova - Natalja Perminova - Nina Vislova - Valeria Sorokina - Anastasia Russkikh | Südafrika - Kerry-Lee Harrington - Stacey Doubell - Jade Morgan - Michelle Edwards Südkorea - Bae Seung-hee - Sung Ji-hyun - Bae Yeon-ju - Lee Yun-hwa - Jung Kyung-eun - Ha Jung-eun - Kim Min-jung - Chang Ye-na - Lee Hyo-jung - Lee Kyung-won USA - Rena Wang - Iris Wang - Eva Lee - Kuei Ya Chen - Cee Nantana Ketpura - Priscilla Lun - Mesinee Mangkalakiri |

## Vorrunde
Gruppe A
| Team                | Pts | Pld | W | L |
| ------------------- | --- | --- | - | - |
| Volksrepublik China | 2   | 2   | 2 | 0 |
| Malaysia            | 1   | 2   | 1 | 1 |
| Vereinigte Staaten  | 0   | 2   | 0 | 2 |

Gruppe B
| Team       | Pts | Pld | W | L |
| ---------- | --- | --- | - | - |
| Indonesien | 2   | 2   | 2 | 0 |
| Dänemark   | 1   | 2   | 1 | 1 |
| Australien | 0   | 2   | 0 | 2 |

Gruppe C
| Team        | Pts | Pld | W | L |
| ----------- | --- | --- | - | - |
| Japan       | 2   | 2   | 2 | 0 |
| Russland    | 1   | 2   | 1 | 1 |
| Deutschland | 0   | 2   | 0 | 2 |

Gruppe D
| Team      | Pts | Pld | W | L |
| --------- | --- | --- | - | - |
| Südkorea  | 2   | 2   | 2 | 0 |
| Indien    | 1   | 2   | 1 | 1 |
| Südafrika | 0   | 2   | 0 | 2 |

## Gruppe A
China gegen USA
Malaysia gegen USA
China gegen Malaysia

## Gruppe B
Indonesien gegen Australien
Dänemark gegen Australien
Indonesien gegen Dänemark

## Gruppe C
Japan gegen Deutschland
Russland gegen Deutschland
Japan gegen Russland

## Gruppe D
Korea gegen Südafrika
Indien gegen Südafrika
Korea gegen Indien

## Finalrunde
|  | Viertelfinale       | Viertelfinale |  |  | Halbfinale          | Halbfinale |   |  | Finale | Finale |
|  |                     |               |  |  |                     |            |   |  |        |        |
|  | 12. Mai             |               |  |  |                     |            |   |  |        |        |
|  | Volksrepublik China | 3             |  |  | 13. Mai             | 13. Mai    |   |  |        |        |
|  | Indien              | 0             |  |  | Volksrepublik China | 3          |   |  |        |        |
|  | 12. Mai             | 12. Mai       |  |  | Indonesien          | 0          |   |  |        |        |
|  | Indonesien          | 3             |  |  | 15. Mai             | 15. Mai    |   |  |        |        |
|  | Malaysia            | 0             |  |  | Volksrepublik China | 1          |   |  |        |        |
|  | 12. Mai             | 12. Mai       |  |  |                     | Südkorea   | 3 |  |        |        |
|  | Russland            | 1             |  |  | 13. Mai             | 13. Mai    |   |  |        |        |
|  | Südkorea            | 3             |  |  | Südkorea            | 3          |   |  |        |        |
|  | 12. Mai             | 12. Mai       |  |  | Japan               | 1          |   |  |        |        |
|  | Dänemark            | 1             |  |  |                     |            |   |  |        |        |
|  | Japan               | 3             |  |  |                     |            |   |  |        |        |

## Viertelfinale
China gegen Indien
Indonesien gegen Malaysia
Russland gegen Südkorea
Dänemark gegen Japan

## Halbfinale
China gegen Indonesien
Südkorea gegen Japan

## Finale
China gegen Südkorea